# Corydoras pinheiroi
Corydoras pinheiroi és una espècie de peix de la família dels cal·líctids i de l'ordre dels siluriformes que es troba a Sud-amèrica: conca occidental del riu Amazones a Rondônia (Brasil). Els mascles poden assolir els 5,7 cm de longitud total.